# 1464
Il 1464 (MCDLXIV in numeri romani) è un anno bisestile del XV secolo.

## Eventi
- Viene fondata la biblioteca di San Daniele del Friuli.
- 30 agosto – Papa Paolo II ascende al soglio pontificio.

## Nati
- 22 gennaio - Willem Enckenwoirt, cardinale e vescovo cattolico olandese († 1534)
- 12 marzo - Gregorio Amaseo, umanista italiano († 1541)
- 5 aprile - Antonio Alamanni, poeta italiano († 1528)
- 23 aprile - Robert Fayrfax, compositore inglese († 1521)
- 23 aprile - Giovanna di Valois, monaca cristiana e santa francese († 1505)
- 6 maggio - Sofia di Polonia, nobildonna polacca († 1512)
- 30 maggio - Barbara di Hohenzollern, duchessa († 1515)
- 1º luglio - Chiara Gonzaga, nobile († 1503)
- 23 settembre - Paola Gonzaga, nobile italiana († 1497)
- 19 novembre - Go-Kashiwabara, imperatore giapponese († 1526)
- Belisario Acquaviva, condottiero italiano († 1528)
- Marcello Adriani, umanista e politico italiano († 1521)
- Batumöngke Dayan Khan, mongolo († 1543)
- Giorgio II di Cachezia, re († 1513)
- Francisco de Carvajal, generale e esploratore spagnolo († 1548)
- Giovanni Antonio Flaminio, letterato e religioso italiano († 1536)
- William Graham, I conte di Montrose, politico scozzese († 1513)
- Leonardo Grosso della Rovere, cardinale e vescovo cattolico italiano († 1520)
- Philippe de Villiers de L'Isle-Adam, francese († 1534)
- Nezahualpilli, re († 1515)
- Girolamo Casio, avventuriero italiano († 1533)
- Pier Maria Pennacchi, pittore italiano
- Pietro di Borbone-Busset, nobile francese († 1530)
- Juan Alfonso Pérez de Guzmán, III duca di Medina Sidonia, duca († 1507)
- Armaciotto dei Ramazzotti, condottiero italiano († 1539)
- Ugo di Savoia, principe († 1464)
- Johann zu Solms, conte tedesco († 1483)
- Tommaso di Piero del Trombetto, pittore italiano
- Muhammad al-Burtuqali, sultano marocchino († 1526)
- Semiramide d'Appiano d'Aragona, nobildonna italiana († 1523)
- Diego de Nicuesa, esploratore spagnolo († 1511)

## Morti
- 1º gennaio - Johann von Eych, cardinale e vescovo cattolico tedesco
- 16 gennaio - Desiderio da Settignano, scultore italiano
- 19 gennaio - Giovanni IV del Monferrato, marchese (n. 1412)
- 9 febbraio - Bernardo II di Brunswick-Lüneburg, nobile e vescovo tedesco
- 23 febbraio - Zhengtong, imperatore cinese (n. 1427)
- 8 marzo - Caterina Poděbrady, sovrana ungherese (n. 1449)
- 15 maggio - Henry Beaufort, III duca di Somerset, condottiero inglese (n. 1436)
- 25 maggio - Carlo I di Nevers, nobile (n. 1414)
- 18 giugno - Rogier van der Weyden, pittore fiammingo
- 12 luglio - Giovanni da Marostica, vescovo cattolico italiano
- 1º agosto - Cosimo de' Medici, politico e banchiere italiano (n. 1389)
- 6 agosto - Andrea Bondumier, patriarca cattolico italiano
- 11 agosto - Nicola Cusano, cardinale, teologo e filosofo tedesco (n. 1401)
- 14 agosto - Papa Pio II, papa, vescovo cattolico e cardinale italiano (n. 1405)
- 21 agosto - Louis d'Estouteville, militare e nobile francese (n. 1400)
- 23 agosto - Maso Finiguerra, incisore italiano (n. 1426)
- 4 settembre - Everso II degli Anguillara, condottiero italiano
- 7 settembre - Federico II di Sassonia, principe (n. 1412)
- 26 settembre - Benedetto Accolti il Vecchio, umanista italiano (n. 1415)
- 4 novembre - Bartolomeo Malipiero, vescovo cattolico italiano
- 16 novembre - Giovanni l'Alchimista, nobile tedesco (n. 1406)
- 19 novembre - Gregorio Correr, patriarca cattolico e letterato italiano (n. 1409)
- 23 novembre - Margherita di Savoia, religiosa italiana (n. 1390)
- 2 dicembre - Bianca di Trastámara, principessa spagnola (n. 1424)
- 13 dicembre - Pietro di Foix, arcivescovo cattolico, cardinale e religioso francese (n. 1386)
- Vittoria Colonna Malatesta, nobile italiana (n. 1407)
- Giovanni della Grossa, scrittore italiano (n. 1388)
- Domenico da Capodistria, architetto e scultore
- Moisi Golemi, nobile albanese
- Ibrahim II di Karaman, politico ottomano
- Niccolò II Malatesta, condottiero italiano
- Antonio da Pratovecchio, giurista italiano (n. 1380)
- Ralph Percy, britannico
- Giovanni Petrucci, giurista italiano (n. 1390)
- Alberto II Pio di Savoia, religioso e condottiero italiano
- Bernardo Rossellino, architetto e scultore italiano (n. 1409)
- Ugo di Savoia, principe (n. 1464)
- Silvestro Siropulo, diplomatico, funzionario e scrittore bizantino (n. 1400)
- Guillaume de Vorilong, teologo francese
- Marie d'Harcourt, nobile francese (n. 1420)
- Rodolfo IV da Varano, politico e condottiero italiano

## Calendario
| Calendario 1464 | Calendario 1464 | Calendario 1464 | Calendario 1464 | Calendario 1464 | Calendario 1464 | Calendario 1464 | Calendario 1464 | Calendario 1464 | Calendario 1464 | Calendario 1464 | Calendario 1464 | Calendario 1464 | Calendario 1464 | Calendario 1464 | Calendario 1464 | Calendario 1464 | Calendario 1464 | Calendario 1464 | Calendario 1464 | Calendario 1464 | Calendario 1464 | Calendario 1464 | Calendario 1464 | Calendario 1464 | Calendario 1464 | Calendario 1464 | Calendario 1464 | Calendario 1464 | Calendario 1464 | Calendario 1464 | Calendario 1464 | Calendario 1464 |
| --------------- | --------------- | --------------- | --------------- | --------------- | --------------- | --------------- | --------------- | --------------- | --------------- | --------------- | --------------- | --------------- | --------------- | --------------- | --------------- | --------------- | --------------- | --------------- | --------------- | --------------- | --------------- | --------------- | --------------- | --------------- | --------------- | --------------- | --------------- | --------------- | --------------- | --------------- | --------------- | --------------- |
|                 | 1               | 2               | 3               | 4               | 5               | 6               | 7               | 8               | 9               | 10              | 11              | 12              | 13              | 14              | 15              | 16              | 17              | 18              | 19              | 20              | 21              | 22              | 23              | 24              | 25              | 26              | 27              | 28              | 29              | 30              | 31              |                 |
| Gennaio         | Do              | Lu              | Ma              | Me              | Gi              | Ve              | Sa              | Do              | Lu              | Ma              | Me              | Gi              | Ve              | Sa              | Do              | Lu              | Ma              | Me              | Gi              | Ve              | Sa              | Do              | Lu              | Ma              | Me              | Gi              | Ve              | Sa              | Do              | Lu              | Ma              |                 |
| Febbraio        | Me              | Gi              | Ve              | Sa              | Do              | Lu              | Ma              | Me              | Gi              | Ve              | Sa              | Do              | Lu              | Ma              | Me              | Gi              | Ve              | Sa              | Do              | Lu              | Ma              | Me              | Gi              | Ve              | Sa              | Do              | Lu              | Ma              | Me              |                 |                 |                 |
| Marzo           | Gi              | Ve              | Sa              | Do              | Lu              | Ma              | Me              | Gi              | Ve              | Sa              | Do              | Lu              | Ma              | Me              | Gi              | Ve              | Sa              | Do              | Lu              | Ma              | Me              | Gi              | Ve              | Sa              | Do              | Lu              | Ma              | Me              | Gi              | Ve              | Sa              |                 |
| Aprile          | Do              | Lu              | Ma              | Me              | Gi              | Ve              | Sa              | Do              | Lu              | Ma              | Me              | Gi              | Ve              | Sa              | Do              | Lu              | Ma              | Me              | Gi              | Ve              | Sa              | Do              | Lu              | Ma              | Me              | Gi              | Ve              | Sa              | Do              | Lu              |                 |                 |
| Maggio          | Ma              | Me              | Gi              | Ve              | Sa              | Do              | Lu              | Ma              | Me              | Gi              | Ve              | Sa              | Do              | Lu              | Ma              | Me              | Gi              | Ve              | Sa              | Do              | Lu              | Ma              | Me              | Gi              | Ve              | Sa              | Do              | Lu              | Ma              | Me              | Gi              |                 |
| Giugno          | Ve              | Sa              | Do              | Lu              | Ma              | Me              | Gi              | Ve              | Sa              | Do              | Lu              | Ma              | Me              | Gi              | Ve              | Sa              | Do              | Lu              | Ma              | Me              | Gi              | Ve              | Sa              | Do              | Lu              | Ma              | Me              | Gi              | Ve              | Sa              |                 |                 |
| Luglio          | Do              | Lu              | Ma              | Me              | Gi              | Ve              | Sa              | Do              | Lu              | Ma              | Me              | Gi              | Ve              | Sa              | Do              | Lu              | Ma              | Me              | Gi              | Ve              | Sa              | Do              | Lu              | Ma              | Me              | Gi              | Ve              | Sa              | Do              | Lu              | Ma              |                 |
| Agosto          | Me              | Gi              | Ve              | Sa              | Do              | Lu              | Ma              | Me              | Gi              | Ve              | Sa              | Do              | Lu              | Ma              | Me              | Gi              | Ve              | Sa              | Do              | Lu              | Ma              | Me              | Gi              | Ve              | Sa              | Do              | Lu              | Ma              | Me              | Gi              | Ve              |                 |
| Settembre       | Sa              | Do              | Lu              | Ma              | Me              | Gi              | Ve              | Sa              | Do              | Lu              | Ma              | Me              | Gi              | Ve              | Sa              | Do              | Lu              | Ma              | Me              | Gi              | Ve              | Sa              | Do              | Lu              | Ma              | Me              | Gi              | Ve              | Sa              | Do              |                 |                 |
| Ottobre         | Lu              | Ma              | Me              | Gi              | Ve              | Sa              | Do              | Lu              | Ma              | Me              | Gi              | Ve              | Sa              | Do              | Lu              | Ma              | Me              | Gi              | Ve              | Sa              | Do              | Lu              | Ma              | Me              | Gi              | Ve              | Sa              | Do              | Lu              | Ma              | Me              |                 |
| Novembre        | Gi              | Ve              | Sa              | Do              | Lu              | Ma              | Me              | Gi              | Ve              | Sa              | Do              | Lu              | Ma              | Me              | Gi              | Ve              | Sa              | Do              | Lu              | Ma              | Me              | Gi              | Ve              | Sa              | Do              | Lu              | Ma              | Me              | Gi              | Ve              |                 |                 |
| Dicembre        | Sa              | Do              | Lu              | Ma              | Me              | Gi              | Ve              | Sa              | Do              | Lu              | Ma              | Me              | Gi              | Ve              | Sa              | Do              | Lu              | Ma              | Me              | Gi              | Ve              | Sa              | Do              | Lu              | Ma              | Me              | Gi              | Ve              | Sa              | Do              | Lu              |                 |